# 篾年土敦
篾年土敦（?—?），一作咩撚笃敦，土敦即吐屯，蒙古孛儿只斤氏的始祖孛端察儿的孙子，八林昔黑剌秃合必畜之子，成吉思汗的八世祖。
《蒙古秘史》记载，篾年土敦有七个儿子：合赤曲鲁克、合臣（那牙勤氏的祖先）、合赤兀（小巴鲁剌思氏的祖先）、合出剌（大巴鲁剌思的祖先）、合赤温（阿答儿斤氏的祖先）、合阑歹（不答安惕氏的祖先）、纳臣（兀鲁兀惕氏、忙忽惕氏、失主兀惕氏、朵豁剌惕氏的祖先）。巴魯剌思氏的后人有忽必来、帖木儿等；兀鲁兀惕氏的后人有术赤台等；忙忽惕氏的后人有畏答儿（忽亦勒答儿）等；朵豁剌惕氏的后人有哈马儿丁等。《元史》认为合赤兀、合出剌、合臣、合阑歹、合赤温是海都汗之孙敦必乃的儿子。纳臣在《史集》上是孛端察儿的孙子，篾年土敦的堂弟。
《元史》称他的妻子是莫拏伦，《蒙古秘史》认为那莫伦（莫拏伦）是合赤曲鲁克的妻子、海都汗的母亲。